# 嶽本野ばら
嶽本 野ばら（たけもと のばら、1968年1月26日 - ）は、日本の作家、エッセイスト。
本名：嶽本 稔明（たけもと としあき）。代表作は『下妻物語』など。

## 略歴
京都府宇治市出身。デビュー当時、誕生年は1745年（ロココ朝全盛期）であると自称しており、実年齢は非公開としていた。
幼少時代は読書に否定的な両親のもとで、横溝正史などを隠れて読み育った。
大阪芸術大学芸術学部文芸学科中退後、1987年から美術、音楽、演劇などの活動を行う。
1990年、雑貨店「SHOPへなちょこ」の店長となる。
1992年から1997年まで、関西のフリーペーパー『花形文化通信』にエッセイ「それいぬ――正しい乙女になるために」を連載し熱狂的支持を受けたことがきっかけとなり、1998年『花形文化通信』での連載をまとめたエッセイ集『それいぬ――正しい乙女になるために』（国書刊行会）が単行本化され、以降雑誌などにエッセイを発表して少女たちの支持を集める。
2000年、知り合いの編集者のすすめにより初の書き下ろし小説集『ミシン』（小学館）を執筆し小説家としてデビューし、翌年には『ミシン』に収録された「世界の終わりという名の雑貨店」が映画化された。小説家としてデビューした理由は、エッセイが純粋なエッセイストではなく作家や著名人によって書かれており、作家という肩書きを持ったほうがエッセイの依頼が来やすいと考えたためである。
2003年、『エミリー』が三島由紀夫賞候補となる。
2004年、『ロリヰタ。』が三島由紀夫賞候補となる。同年、『下妻物語』が映画化された。
2007年9月2日に大麻取締法違反（所持）の現行犯で逮捕され、同年10月31日に懲役8か月、執行猶予3年の判決を受けた。2010年11月、猶予期間満了。復帰第一作の『タイマ』はこの事件をモチーフにした物語になっている。
2014年、2月に『破産』が舞台化された。
2015年4月23日、麻薬取締法違反の疑いで逮捕。3月上旬､台東区上野の路上で麻薬成分「5F-QUPIC」を含む植物片約2グラムを所持した疑い｡同年7月15日に懲役2年6ヶ月、執行猶予5年の判決を受けた。同年8月2日に自身のブログにて、事件の経緯ならびに謝罪を公表している。
2023年、映画『ハピネス』の制作発表。2024年公開予定。

## 作風
中原淳一、高橋真琴らの少女文化の後継者を自任しており、ロリィタ趣味、怪奇趣味などを織り込んだ作品を発表している。極端な作風から好みの分かれがちな作家であるが、『下妻物語』はこの作家としてはやや異色で軽快なストーリーが広く人気を博した。
吉屋信子の少女小説をはじめとする日本の少女文化に広く精通しており、作品にそれを生かしていることや、太宰治などの文学作品の影響をうまく消化して現代小説に生かしている点は評価されるが、性描写の乱用、破滅的なストーリーが多いことがよく批判される。このことについて作家曰く「魂の双子達が必然に迫られ永遠を求め結合に至ります。」とTwitterで解説を述べていた。

## その他
- 過去に小説家としてデビューする前に1度だけ毎日放送で1992年から1994年までに放送されていた関西ローカルの深夜番組「テレビのツボ」に出演したことがある。“赤・青・黄色の三原色”について、この時、赤-主役、青-クール・キザ、黄色-へタレ・笑われキャラ、というテレビにおけるキャラクタのイメージを色彩によって表現するパターンを展開した。
- 音楽活動については関西在住時代に現代美術家を目指し個展を開いた時に行われた「嶽本野ばらwith unit noise」、赤星のメンバーに誘われ結成された「ジャーリンカーリン」、「嶽本野ばらとひめゆりの楽隊」、世界で一番音の小さなパンク「死怒靡瀉酢」をしていた。1994年9月に放送された「輝け!ロック爆笑族3」に出演したことがある。2015年からアマリリス改の研究生として参加している。
- “乙女のカリスマ”として、ロリータファッションの世界を牽引しつづけている。
- 2009年頃からアニメ作品、同人など、いわゆる二次元文化に傾倒し賛否両論を受けるが、好む作品の傾向は、この作家のかねてからの少女文化、百合、エスへの追求に準じたものである。
- 執筆について、Mac Proのwordを開き、20文字設定にし、日本人作家では珍しく横書きで執筆をする。
- プロットは作らず、綿密な下調べ、現場へ足を運んで取材をしていくうちに頭の中で物語の形ができていくという。
- 過去には『下妻物語』での現地取材にて土浦のキャバクラへ行き、キャバクラの店員さんにヤンキーはどのルートをバイクで走るのか？とテーブルに地図を広げて取材したり、『ハピネス』では、なかなか許可の下りない火葬場への取材に黒い服と黒いネクタイをして突撃潜入取材を敢行したり、『通り魔』では岐阜の縫製工場を取材し、直接現場へ足を運び取材することを大切にしているとトークショーで語っていた。
- 近年はどんぐりの実を好み、作者自身の眼鏡のストラップの先にも、作者自身の手芸で作ったどんぐりのアクセサリーを装着したりしていた。どんぐりを使ったアクセサリーを手作りし読者へ頒布したりしていた。手作りがマイブームの時には「イーハトー坊」という名で手作りグッズを頒布していた。
- 2017年7月25日～30日には、澁澤龍彦没後30年に際し澁澤をリスペクトし作者発案の展覧会「ノバラ座」を京都ライト商會にて開催した。期間中は作者が解説を担当した澁澤龍彦アンソロジー本「極楽鳥とカタツムリ」（河出書房）、作者自ら創作のボタニカルスペシメント（押し花）、コキヤージュ、鉱物などを展示販売、作者が創作した極楽鳥のモニュメントなども展示。29日30日にはトークショーと作者書き下ろし戯曲「鱗姫」を作者の指導の下で参加者が朗読し演じるイベントが行われた。
- 2017年9月17日～18日には、7月に京都で行われた「ノバラ座」の東京公演「ノバラ座ANNEX」が神保町北沢ビルブックハウスカフェの２階ギャラリーにて行われた。このイベントでは、作家が所蔵しているオーブリー・ビアズリー、J・J・グランヴィル、H・ヴィルビーク・ル・メールの他、ジョンテニエルのアリスの絵など展示。京都での展覧会同様に作者自ら創作のボタニカルスペシメント（押し花）、貝殻、鉱物、マッチなど展示販売された。
- 2018年1月19日から1月27日まで京都ライト商會にて「ノバラ座－make a book project－」を開催した。このイベントでは、アルフォンス・ミュシャ、高橋真琴のイラスト、作者が創作した極楽鳥のモニュメント、縛られたクマのぬいぐるみの展示の他、作者自ら創作のボタニカルスペシメント、コキヤージュ、鉱物、栞など展示販売。作者執筆の戯曲「劇版鱗姫」全章の販売、CD-ROM販売、直接、戯曲「劇版鱗姫」のレーザープリントアウト販売もされた。26日27日には作者の満50歳の誕生日会が開催された。「make a book project」とは「劇版鱗姫」の校正を校正班有志と校正のやり取り、プリントアウトされた原稿を読者の各々が劇版鱗姫を製本する作業の過程で、主に作者自身は和綴じ製本をすることを推奨していた。27日には麻紐群舞パフォーマンスが披露された。麻紐群舞とは、作者によって参加した読者、会場の空間が麻紐によって縛られていくパフォーマンスのことである。
- 2018年9月11日～１６日まで京都ライト商會にて「ノバラ座 TUNTSU AMOR RADICORUM　中井英夫のために」を開催した。このイベントでは、会場の床に薔薇の造花が敷き詰められた空間がディレクションされ、中井英夫をテーマとした展示が行われた。作者の50歳記念トランプが販売された。他には、ポートレート、貝殻で作られたネックレス、鍵で作られたネックレス、使用済み切手の標本、鉱物、当てものくじが販売された。15日16日には作者のトークショウ、演劇の稽古、50thトランプを用いてババ抜きが行われた。

## 作品

### 小説
- ミシン（2000年10月・小学館、ISBN 978-4-09-408225-8）
- 鱗姫（2001年3月・小学館、ISBN 4-391-13030-0）
- カフェー小品集（2001年8月・青山出版社、ISBN 978-4-89998-022-3）
- ツインズ -続・世界の終わりという名の雑貨店-（2001年11月・小学館、ISBN 978-4-09-408266-1）
- エミリー（2002年4月・集英社、ISBN 4-08-747818-1）
- 下妻物語 -ヤンキーちゃんとロリータちゃん-（2002年9月・小学館、ISBN 978-4-09-386112-0）
- デウスの棄て児（2003年7月・小学館、ISBN 978-4-09-408295-1）
- カルプス・アルピス（2003年10月・小学館、ISBN 978-4-09-386126-7）
- ロリヰタ。（2004年1月・新潮社、ISBN 978-4-10-466001-8）
- ミシン2/カサコ（2004年7月・小学館、ISBN 978-4-09-408330-9）
- 下妻物語・完 -ヤンキーちゃんとロリータちゃんと殺人事件-（2005年7月・小学館、ISBN 4-09-386153-6）
- シシリエンヌ（2005年12月・新潮社、ISBN 978-4-10-131072-5）
- ハピネス（2006年7月・小学館、ISBN 978-4-09-386168-7）
- 変身（2007年3月・小学館、ISBN 978-4-09-386185-4）
- 幻想小品集（2007年12月19日発行・角川書店、ISBN 978-4-04-873813-2）
- タイマ（2008年4月・小学館、ISBN 978-4-09-386215-8）
- おろち―olochi,super remix ver.（2008年9月・小学館、ISBN 978-4-09-386234-9）
- ROCK'N'ROLL SWINDLE 正しいパンク・バンドの作り方（2009年1月・角川書店、ISBN 978-4-04-885011-7）
- 祝福されない王国（2009年7月31日発行・新潮社、ISBN 978-4-10-466003-2）
- 十四歳の遠距離恋愛（2009年11月・集英社、ISBN 978-4-08-771329-9）
- 桜の園（2011年12月・光文社、ISBN 978-4-334-92794-3）
- 破産（2012年11月・小学館、ISBN 978-4-09-386346-9）
- 星のアリスさま（2014年6月・国書刊行会、ISBN 978-4-336-05802-7）
- 傲慢な婚活（2014年9月・新潮社、ISBN 978-4-10-466005-6）
- 通り魔（2014年11月・小学館、ISBN 978-4-09-386391-9）
- 純潔（2019年7月・新潮社、ISBN 978-4104660063）
- ピクニック部（2024年12月・小学館、ISBN 9784093867412）

### 絵本
- うろこひめ（2004年・主婦と生活社）
- Melody Bas Kst (2019年7月、Melody Bas Ket)

### エッセイ
- それいぬ -正しい乙女になるために-（1998年5月・国書刊行会、ISBN 978-4-336-04071-8）
- パッチワーク（2002年12月・扶桑社、ISBN 978-4-594-03767-3）
- 恋愛の国のアリス（2004年10月・朝日新聞社、ISBN 978-4-02-264406-0）
- アラジンと魔法のお買い物（2007年9月・メディアファクトリー、ISBN 978-4-8401-2036-4）
- 乙女のトリビア（2009年5月・祥伝社、ISBN 978-4-396-43024-5）
- 遺言 a Will（2011年10月・小学館、ISBN 978-4-09-388214-9）
- もえいぬ－－正しいオタクになるために moeinuit（2012年7月・集英社、ISBN 978-4-08-771466-1）
- 米朝快談（2013年2月・新潮社、ISBN 978-4-10-466004-9）
- 落花生（2016年9月・サイゾー、ISBN 978-4866250663）
- お姫様と名建築（2021年６月・エスクナレッジ　ISBN 978-4-7678-2889-3）
- ロリータ・ファッション（2024年４月・国書刊行会　ISBN　978-4-336-07610-6）

### 対談集
- Fetish（2007年3月・宝島社、ISBN 978-4-7966-5699-3）
- ユリイカ　嶽本野ばら特集（2024年５月号・青土社　ISBN 978-4-7917-0447-7）

### 文庫
- それいぬ -正しい乙女になるために-（2001年3月・文藝春秋、ISBN 978-4-16-766012-3）
- カフェー小品集（2003年4月・小学館文庫、ISBN 4-09-408014-7）
- 鱗姫（2003年9月・小学館文庫、ISBN 4-09-408018-X）
- 下妻物語（2004年4月・小学館文庫、ISBN 4-09-408023-6）
- エミリー（2005年5月・集英社文庫、ISBN 4-08-747818-1）
- ロリヰタ。（2007年3月・新潮社文庫、ISBN 978-4-10-131071-8）
- 恋愛の国のアリス（2007年8月・朝日文庫、ISBN 978-4-02-264406-0）
- ミシン missin'（2007年12月・小学館文庫、ISBN 978-4-09-408225-8）
- ツインズ－続・世界の終わりという名の雑貨店（2008年5月・小学館文庫、ISBN 978-4-09-408266-1）
- シシリエンヌ（2008年5月・新潮文庫、ISBN 978-4-10-131072-5）
- デウスの棄て児（2008年8月・小学館文庫、ISBN 978-4-09-408295-1）
- ミシン2/カサコ（2008年12月・小学館文庫、ISBN 978-4-09-408330-9）
- 下妻物語・完（2010年3月・小学館文庫、ISBN 978-4-09-408484-9）
- 恋のトビラ・好き、やっぱり好き。「Flying Guts」収録（2010年5月・集英社文庫、ISBN 978-4-08-746565-5）
- ハピネス（2010年7月・小学館文庫、ISBN 978-4-09-408524-2）
- パッチワーク（2010年7月・文春文庫、ISBN 978-4-16-777386-1）
- スリーピングピル・幻想小品集（2011年1月・角川文庫、ISBN 978-4-04-394375-3）
- 変身（2011年10月・小学館文庫、ISBN 978-4-09-408652-2）
- 祝福されない王国（2012年1月・新潮文庫、ISBN 978-4-10-131073-2）
- タイマ（2012年1月・小学館文庫、ISBN 978-4-09-408678-2）
- 旅の終わり、始まりの旅「死霊婚」収録（2012年3月・小学館文庫、ISBN 978-4-09-408705-5）
- おろち olochi super remix ver.(2012年4月・小学館文庫、ISBN 978-4-09-408711-6）
- 彼の女たち（2012年4月・講談社文庫、ISBN 978-4-06-277243-3）
- 乙女のトリビア（2013年3月・祥伝社黄金文庫、ISBN 978-4-396-31602-0）
- 十四歳の遠距離恋愛 (2013年5月・集英社文庫、ISBN 978-4-08-745070-5)
- 金脈 The OILSHOCK!（2014年4月・小学館文庫、ISBN 978-4-09-406039-3)
- 破産 （2015年3月・小学館文庫、ISBN 978-4-09-406137-6）

### ライトノベル
- サリシノハラ/47 (2015年3月・KADOKAWA、ISBN 978-4-04-869312-7)

### 寄稿小説
- 凶鳥の黒影 中井英夫へ捧げるオマージュ 短編・「流薔園の手品師」収録（2004年9月・河出書房新社、ISBN 978-4-309-01665-8）

### 寄稿エッセイ
- 澁澤龍彦ふたたび（2017年5月・河出書房新社、ISBN 978-4-309-97918-2）

### 解説本
- わすれなぐさ（吉屋信子・作　2003年2月、国書刊行会 ISBN 978-4-336-04482-2）
- 屋根裏の二処女（吉屋信子・作　2003年３月、国書刊行会 ISBN 978-4-336-04483-9）
- 伴先生（吉屋信子・作　2003年４月、国書刊行会 ISBN 978-4-336-04484-6 ）
- 黒魔術の手帳（澁澤龍彦・作　2004年2月、文藝春秋 文春文庫 ISBN 978-4-16-714006-9）
- 花宵道中（宮木あや子・作　2009年9月、新潮文庫 ISBN 978-4-10-128571-9 ）
- 極楽鳥とカタツムリ（澁澤龍彦・作　2017年7月、河出文庫 ISBN 978-4-309-41546-8）

### 映画
- 世界の終わりという名の雑貨店（公開2001年11月17日、主演：西島秀俊  高橋マリ子 脚本：濱田樹石/鷲見剛一、監督：濱田樹石）
- 下妻物語（公開2004年5月29日、主演：深田恭子 土屋アンナ 脚本・監督：中島哲也）

### 同人誌
- のば☆すた 1巻 - 4巻 （2010年 - 2012年・N.T.T団、自主制作）
- のば☆すた 1巻 - 3巻 限定特装版15部限定（2012年12月・N.T.T団、自主制作）

### CD
- NEST ミニアルバム（2009年3月・DRAWERS 自主制作）
- ななのば noise（2012年－2014年 ななのば 日曜 少女の性 天使のしっぽ ななのば921 CD-R自主制作）
- International Pop Underground Sounds(Sickness of a fourteen yaer old girl)Vol.1（2013年・ななのば、コンピレーションアルバム参加）
- 初音ミクの結婚（2014年6月・ディスクユニオン・レーベル MY BEST! RECORDS）

### 舞台
- 破産 I.N.S.N.企画第三回公演（2014年2月12日 - 2月16日）主演：いしだ壱成 他

### 戯曲
- アマリリス改外伝 white album（2016年5月1日京都･西院 Ooh-La-La 俺たちの時代2016―Feel The Bernにて初演）
- 戯曲「劇版鱗姫」(2018年2月 iTunes、kindle)

### 写真集
- shorthope(宮下マキ・作 2007年５月、赤々舎 ISBN 978-4903545134)

### その他
- 澁澤龍彦『黒魔術の手帖』（文春文庫版）、片岡佐吉の写真集『桜子と一抹人形たち』（グラフィック社）の解説を手掛けるなど、さまざまな書籍に寄稿・解説担当を行っているほか、NOVALA TAKEMOTO Pour LolitaとしてBABY, THE STARS SHINE BRIGHTとのコラボレートや、ハローキティのプロデュースも行っている。また自身がヴォーカル&「ノイズ・ギター」を担当するパンク・バンド「DRAWERS」でも活動。
- 2011年7月 - 9月放送のアニメーションダンタリアンの書架にてエンディングテーマ「yes,prisoner」の作詞を手掛けている。2012年8月コミックマーケット82においてN.T.T団として初出店を果たし、二次創作作家としても活動している。
- 2012年8月アーティスト北出菜奈と共にノイズユニット「ななのば」を結成し活動している。同年8月に東京で初ライブを果たし、10月に大阪・難波ベアーズにてライブをしている。
- 2014年6月ディスクユニオンから初音ミクの結婚をテーマとされた「初音ミクの結婚」のプロデュースを手がけると共に作詞・歌唱で参加している。本作品のCDジャケットに芸術家会田誠を起用し、音楽制作を音楽家カメラ=万年筆が担当、作曲陣に川本真琴、マイネームイズうがい（どついたるねん）が参加。
- 詩人 松井 茂による「量子詩」の朗読が収録され、芸術性の高い作品となっている。2014年9月アメリカミネソタ州にあるミネアポリス・カレッジ・オブ・アート・アンド・デザインが主催するSGMS/Mechademia Conference on Asian Popular Culturesに特別ゲストとして招待され、ロリータファッション史、アニメーション、二次元、現代アイドルなどについて講演をしている。さらに同イベントのFull fashion panicにて、自身がデザイン・プロデュースを手がける「Novala's（ノヴァラーズ）」のFirst collectionを発表。
- 2015年12月に古くからの友人である関西カルトシーンの女王に君臨するアリスセイラー率いるアマリリス改の研究生として京都木屋町UrBANGUILDでのライブに参加。2016年5月1日に京都西院 Oo-La-Laにて行われた、俺たちの時代2016―Feel The Bernにおいて、作・作曲・作詞・演出を手がけた戯曲、アマリリス改外伝「white album」を初演している。